# 加倉一馬
加倉 一馬（かくら かずま、1957年10月19日 - ）は、福岡県大牟田市出身の元プロ野球選手（外野手）。1979年から1981年途中までの登録名は加倉 克馬（読み同じ）。

## 来歴・人物
柳川商業高等学校では、エースとして1975年春の選抜に出場。1回戦で堀越高に敗退。同年夏は右翼手として県予選決勝に進出するが、小倉南高に敗れる。1年下のチームメートに立花義家、久保康生がいた。
同年のドラフト4位で太平洋クラブライオンズ に投手として入団。入団後すぐに打撃と巧守を活かすため外野手に転向。しかし入団後は怪我のため出遅れ、なかなか一軍に上がれなかった。1979年には中堅手、右翼手として5試合に先発出場。また同年のジュニアオールスターゲームで本塁打を放ち、MVPを獲得している。
1982年オフ、金銭トレードで阪神タイガースに移籍。1983年は左翼手として2試合に先発、守備固め等でも起用される。翌1984年は吉竹春樹・北村照文・田中昌宏ら若手の台頭に加えロッテから弘田澄男が移籍し、外野手が充足したため一軍出場は無く、同年限りで現役引退となった。

## 詳細情報

### 年度別打撃成績
| 年 度     | 球 団     | 試 合 | 打 席 | 打 数 | 得 点 | 安 打 | 二 塁 打 | 三 塁 打 | 本 塁 打 | 塁 打 | 打 点 | 盗 塁 | 盗 塁 死 | 犠 打 | 犠 飛 | 四 球 | 敬 遠 | 死 球 | 三 振 | 併 殺 打 | 打 率 | 出 塁 率 | 長 打 率 | O P S |
| --------- | --------- | ----- | ----- | ----- | ----- | ----- | -------- | -------- | -------- | ----- | ----- | ----- | -------- | ----- | ----- | ----- | ----- | ----- | ----- | -------- | ----- | -------- | -------- | ----- |
| 1979      | 西武      | 32    | 35    | 33    | 4     | 6     | 0        | 1        | 0        | 8     | 2     | 0     | 0        | 0     | 0     | 1     | 0     | 1     | 9     | 1        | .182  | .229     | .242     | .471  |
| 1983      | 阪神      | 36    | 16    | 15    | 2     | 0     | 0        | 0        | 0        | 0     | 0     | 0     | 0        | 0     | 0     | 1     | 0     | 0     | 2     | 2        | .000  | .063     | .000     | .063  |
| 通算：2年 | 通算：2年 | 68    | 51    | 48    | 6     | 6     | 0        | 1        | 0        | 8     | 2     | 0     | 0        | 0     | 0     | 2     | 0     | 1     | 11    | 3        | .125  | .176     | .167     | .343  |

### 表彰
- ジュニアオールスターゲームMVP：1回（1979年）

### 記録
- 初出場：1979年6月23日、対阪急ブレーブス前期13回戦（西武ライオンズ球場）、6回裏に立花義家の代打として出場
- 初打席・初安打・初打点：同上、6回裏に三浦広之から
- 初先発出場：1979年7月7日、対近鉄バファローズ後期2回戦（西武ライオンズ球場）、7番・右翼手として先発出場

### 背番号
- 33 （1976年 - 1978年）
- 56 （1979年 - 1982年）
- 45 （1983年 - 1984年）

### 登録名
- 加倉 一馬 （1976年 - 1978年、1981年途中 - 1984年）
- 加倉 克馬 （1979年 - 1981年途中）